# أياكا ساساكي
أياكا ساساكي (باليابانية:佐々木 彩夏، ولدت في 11 يونيو 1996 في محافظة كاناغاوا) هي مغنية يابانية وهي معروفة كعضوة فرقة الفتيات مومويرو كلوفر زد.
لونها في مومويرو كلوفر زد هو اللون الوردي. وهي أصغر عضوة في الفرقة. 

## الظهور

### الأفلام
- Death Note: The Last Name (2006)[1]
- Yoshimoto Director's 100 "Boku to Takeda-kun" (2007)
- Saint Seiya: Legend of Sanctuary (2014; صوت Saori Kido)[2]
- Maku ga Agaru (幕が上がる؟) (幕が上がる؟) (2015)[3]

### الأفلام التليفيزونية
- Niji no Kanata (虹のかなた؟، "Somewhere Over the Rainbow") (虹のかなた؟، "Somewhere Over the Rainbow") (2004, TBS)
- Hungry! ( ( (Ep. 8, February 28, 2012, Kansai TV)

### البرامج التيلفيزونية
- Oha Star (August 2005 — September 2007, TV Tokyo)
- Kaminuma Emiko wa Mita! Nichijō Waido Gekijō (上沼恵美子は見た!日常ワイド劇場؟) (上沼恵美子は見た!日常ワイド劇場؟) (TBS)
- Downtown DX (ダウンタウンDX؟) (ダウンタウンDX؟) (Special edition, January 5, 2012)

### الإنترنت
- OCN Tonay Kyō no Bishōjo Shashin Vol. 43 (OCN TODAY　今日の美少女写真Vol.43؟) (OCN TODAY　今日の美少女写真طيران  [لغات أخرى]‏.43؟)

### مجلات
- QuickJapan (العدد. 104, 12 أكتوبر 2012. Ohta Publishing Co.)[4]

## وصلات خارجية
- Ayaka Sasaki's official Stardust profile
- Momoiro Clover Z profile
- Ayaka Sasaki's official Ameblo blog (2011–present)
- أياكا ساساكي على موقع IMDb (الإنجليزية)
- أياكا ساساكي على موقع ميوزك برينز (الإنجليزية)
- أياكا ساساكي على موقع ديسكوغز (الإنجليزية)
- أياكا ساساكي على موقع قاعدة بيانات الفيلم (الإنجليزية)